# Antonio González-Vigil
Antonio González-Vigil (Vitòria, Àlaba, 1954) és un productor, guionista i director de cinema espanyol.

## Filmografia
- Cuerpo a cuerpo (1981) - Script.
- Operación Comix [CORTOMETRAJE] (1984) - Director i guionista.
- El parque de la Santísima Sunvención [CURTMETRATGE] (1984) - Director i guionista.
- Delirios de amor (1986) - Director, guionista i productor.
- Delirios de amor [TV] (1989) - Director, guionista y productor.
- Sé infiel y no mires con quién [TV] (1993) - Guionista.
- Costus (1995) - Guionista.
- Hernán Cortés (origen de un sueño) (1997) - Guionista.
- Corazones púrpura (1997) - Guionista.
- Dama de noche (un retrato de Julio Romero de Torres) (1998) - Guionista
- En nombre de la rosa [DOCUMENTAL] (2000) - Director.
- Oro diablo (2000) - Dirección artística.
- Un paso adelante (2003) - Direcció artística.
- Naranjo en flor (2006) - Director, guionista i productor.[2]

## Filmografía atribuida judicialmente
- Gitano (2000) - Guionista atribuït judicialment (els que consten són Manuel Palacios i Arturo Pérez-Reverte). L'any 2011 un jutge va resoldre que els guionistes havien plagiat el treball d'Antonio González-Vigil, després de tres sentències prèvies que el descartaven; l'última sentència no era recurrible.[3]